# Союз комуністів Боснії і Герцеговини
Союз комуністів Боснії і Герцеговини (сербохорв. Савез комуниста Босне і Херцеговине, Savez komunista Bosne i Hercegovine) - комуністична партія Боснії і Герцеговини, створена в 1943 році. Правляча партія СР Боснії та Герцеговини у 1944-1990 роках, підпорядкована Комуністичній партії Югославії. 

## Члени
У 1981 році Союз комуністів Боснії і Герцеговини нараховував 391244 членів.

## Кінець
На початку 1990 року Союз комуністів Боснії і Герцеговини змінив назву на Соціал-демократична партія Боснії і Герцеговини.
На перших багатопартійних виборах у Боснії і Герцеговині в листопаді 1990 року партія отримала 6% голосів і 12 депутатських мандатів. 